# Cetopsidae

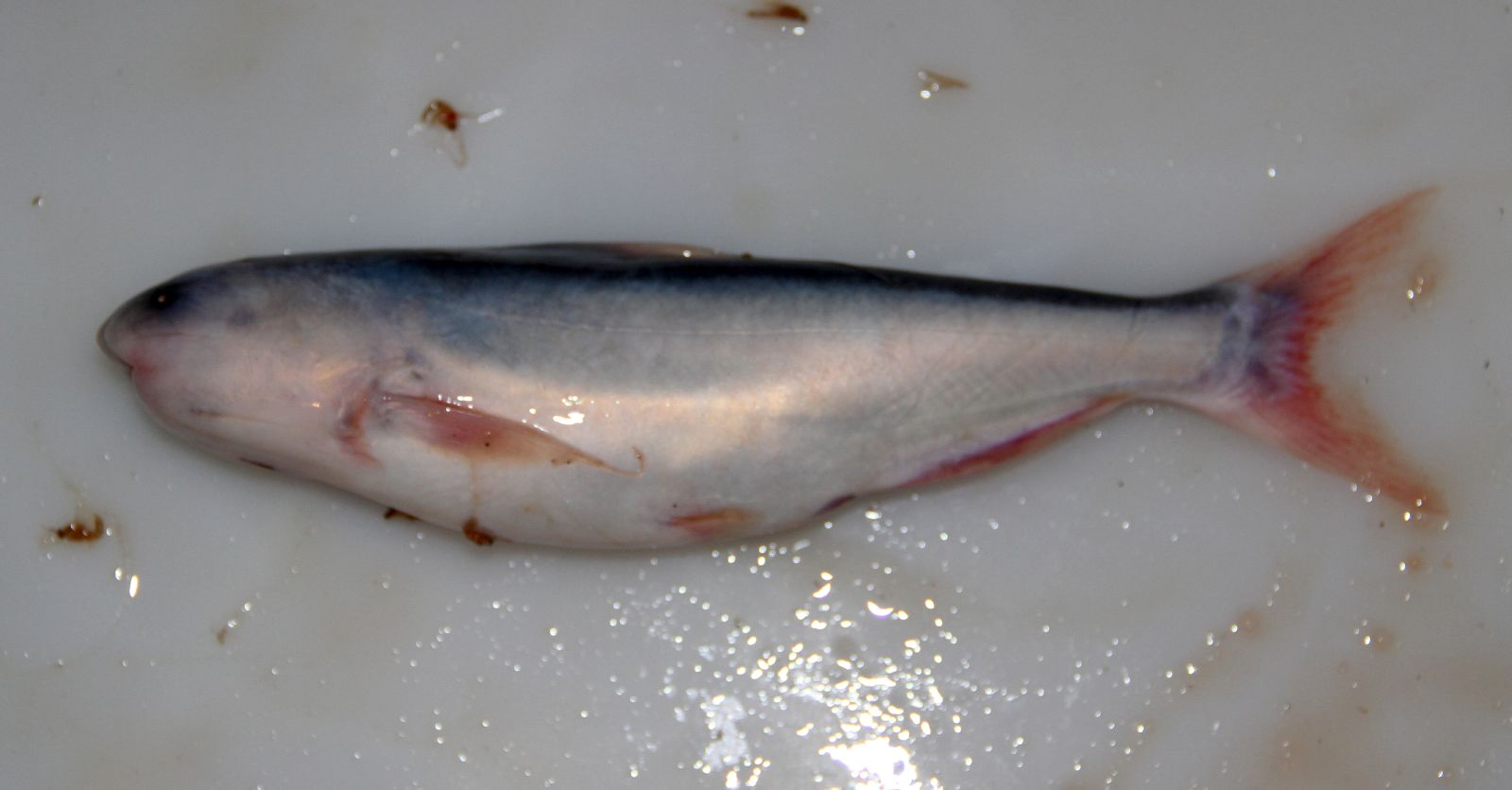
Cetopsis coecutiens

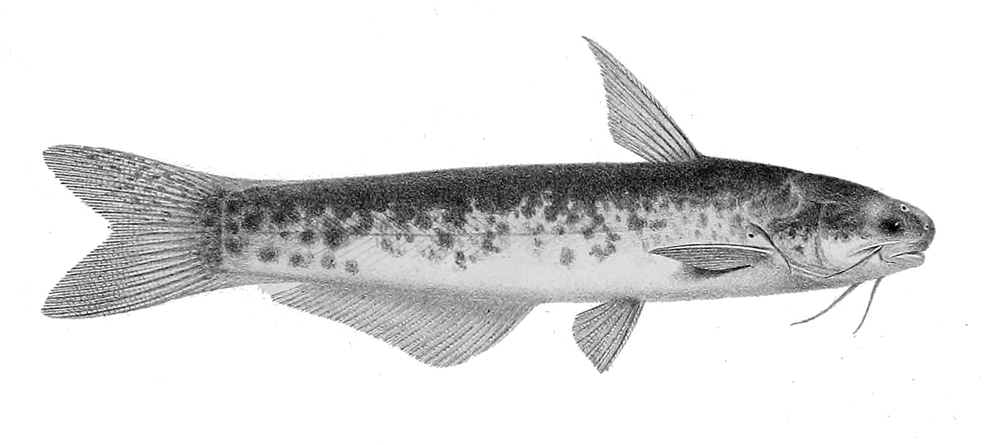
Cetopsis plumbea

Cetopsidae è una famiglia di pesci ossei d'acqua dolce appartenenti all'ordine Siluriformes.

## Distribuzione e habitat
La famiglie è endemica dell'America meridionale.

## Descrizione
Questi siluriformi sono caratterizzati da avere 3 paia di barbigli, tutti sulla mascella inferiore e nessuno sulla superiore. La pelle è priva di scaglie. Non c'è pinna adiposa. La vescica natatoria è presente, molto piccola e inclusa in una struttura ossea.
Sono pesci di piccola taglia, nella maggior parte delle specie inferiore a 10 cm. Cetopsis coecutiens è la specie più grande e supera i 26 cm di lunghezza.

## Generi e specie
- Genere Cetopsidium
  - Cetopsidium ferreirai
  - Cetopsidium minutum
  - Cetopsidium morenoi
  - Cetopsidium orientale
  - Cetopsidium pemon
  - Cetopsidium roae
  - Cetopsidium soniae
- Genere Cetopsis
  - Cetopsis amphiloxa
  - Cetopsis arcana
  - Cetopsis baudoensis
  - Cetopsis caiapo
  - Cetopsis candiru
  - Cetopsis coecutiens
  - Cetopsis fimbriata
  - Cetopsis gobioides
  - Cetopsis jurubidae
  - Cetopsis montana
  - Cetopsis motatanensis
  - Cetopsis oliveirai
  - Cetopsis orinoco
  - Cetopsis othonops
  - Cetopsis parma
  - Cetopsis pearsoni
  - Cetopsis plumbea
  - Cetopsis sandrae
  - Cetopsis sarcodes
  - Cetopsis starnesi
  - Cetopsis umbrosa
- Genere Denticetopsis
  - Denticetopsis epa
  - Denticetopsis iwokrama
  - Denticetopsis macilenta
  - Denticetopsis praecox
  - Denticetopsis royeroi
  - Denticetopsis sauli
  - Denticetopsis seducta
- Genere Helogenes
  - Helogenes castaneus
  - Helogenes gouldingi
  - Helogenes marmoratus
  - Helogenes uruyensis
- Genere Paracetopsis
  - Paracetopsis atahualpa
  - Paracetopsis bleekeri
  - Paracetopsis esmeraldas[2]